# Auvers-sous-Montfaucon
Auvers-sous-Montfaucon – miejscowość i gmina we Francji, w regionie Kraj Loary, w departamencie Sarthe.
Według danych na rok 1990 gminę zamieszkiwały 182 osoby, a gęstość zaludnienia wynosiła 24 osób/km² (wśród 1504 gmin Kraju Loary Auvers-sous-Montfaucon plasuje się na 1068. miejscu pod względem liczby ludności, natomiast pod względem powierzchni na miejscu 1103.).